# Яновский, Абель Ефимович
А́бель Ефи́мович Яно́вский (1865 — 1922) — российский юрист и писатель-публицист.

## Биография
Получил образование в Гродненской гимназии и в Санкт-Петербургском университете, где окончил курс по юридическому факультету.
Написал ряд статей в энциклопедическом словаре Брокгауза и Ефрона, преимущественно по общественно-юридическим вопросам, включая статью «Женщина».
С основанием в 1903 году научно-популярного журнала «Вестник и библиотека для самообразования» стал работать в нём.
Отдельно напечатал:
- «Основные начала горного законодательства» (Санкт-Петербург, 1900)
- «Врачебная помощь фабричным рабочим и страхование от болезней в Западной Европе» (Санкт-Петербург, 1901).

Последняя книжка составилась из статей, появившихся в «Вестнике финансов, промышленности и торговли», где Яновский в 1901 году поместил также ряд статей об организации сельскохозяйственной статистики в иностранных государствах.
Умер в 1922 году.